# Narciarski bieg na orientację na Zimowych Światowych Wojskowych Igrzyskach Sportowych 2010 – drużynowo mężczyzn
Narciarski bieg na orientację drużynowo mężczyzn na 1. Zimowych Światowych Wojskowych Igrzyskach Sportowych – jedna z zimowych konkurencji rozgrywana podczas igrzysk wojskowych w ramach biegu na orientację, która odbyła się w dniu 23 marca 2010 w miejscowości Cogne położonej na terenie parku Gran Paradiso w regionie Dolina Aosty we Włoszech.

## Terminarz
Konkurencja rozpoczęła się w dniu 23 marca o godzinie 9:00 (czasu miejscowego). Bieg na orientację mężczyzn odbywał się równolegle z narciarskim biegiem kobiet.
| Harmonogram przebiegu konkurencji | Harmonogram przebiegu konkurencji | Harmonogram przebiegu konkurencji | Harmonogram przebiegu konkurencji |
| Data                              | Godzina rozpoczęcia               | Godzina rozpoczęcia               | Wydarzenie                        |
| Data                              | (UTC+01:00)                       | CET                               | Wydarzenie                        |
| --------------------------------- | --------------------------------- | --------------------------------- | --------------------------------- |
| 23 marca 2010(dts)                | 9:00                              |                                   | Finał                             |

## Uczestnicy
W narciarskim biegu drużynowym mężczyzn w na orientację, aby mogła uczestniczyć reprezentacja w zawodach musiała liczyć minimalnie 2 lecz nie więcej niż 3 zawodników. Bieg drużynowo mężczyzn wygrali Rosjanie w skaldzie z aktualnym mistrzem świata Eduardem Chrennikowem przed Norwegami i Finami.

## Medaliści
| Złoto                                | Srebro                                    | Brąz                           |
| Rosja                                | Norwegia                                  | Finlandia                      |
| Eduard Chrennikow Wasilij Głuchariev | Eivind Tonna Eirik Waterdahl Yunas Yuveli | Antti Vaino Olli-Marcus Tajwan |

## Końcowa klasyfikacja
| Klasyfikacja końcowa mężczyzn w narciarskim biegu na orientację - drużynowo | Klasyfikacja końcowa mężczyzn w narciarskim biegu na orientację - drużynowo | Klasyfikacja końcowa mężczyzn w narciarskim biegu na orientację - drużynowo |
| Miejsce                                                                     | Reprezentacja                                                               | Czas                                                                        |
| --------------------------------------------------------------------------- | --------------------------------------------------------------------------- | --------------------------------------------------------------------------- |
| Miejsce                                                                     | Zawodnicy                                                                   |                                                                             |
| 1 !                                                                         | Rosja                                                                       | 1:34:51,7                                                                   |
| 1 !                                                                         | Eduard Chrennikow – (1. m. indywidualnie) Wasilij Głuchariev – (3.)         | 45:25,1 49:26,6                                                             |
| 2 !                                                                         | Norwegia                                                                    | 1:39:48,5                                                                   |
| 2 !                                                                         | Eivind Tonna – (2.) Eirik Waterdahl – (5.) Yunas Yuveli – (7.)              | 47:54,0 51:54,5 53:18,6                                                     |
| 3 !                                                                         | Finlandia                                                                   | 1:42:00,7                                                                   |
| 3 !                                                                         | Antti Vaino – (4.) Olli-Marcus Tajwan – (6.)                                | 50:45,4 51:55,3                                                             |
| 4                                                                           | Francja                                                                     | 1:46:28,8                                                                   |
| 4                                                                           | François Gonon Yann Locatelli                                               | 53:03,5 53:25,3                                                             |
| 5                                                                           | Litwa                                                                       | 1:49:30,6                                                                   |
| 5                                                                           | Nerijus Sulcis Regimantas Kawaljauskas                                      | 54:43,4 54:47,2                                                             |
| 6                                                                           | Włochy                                                                      | 1:56:50,2                                                                   |
| 6                                                                           | Simone Paredi Emiliano Korona                                               | 55:27,8 1:01:22,4                                                           |
| 7                                                                           | Szwecja                                                                     | 1:59:25,5                                                                   |
| 7                                                                           | Karl Valheim Karl Johan Grape                                               | 58:34,5 1:00:51,0                                                           |
| 8                                                                           | Rumunia                                                                     | 2:02:14,6                                                                   |
| 8                                                                           | Ciprian Marian Stelian Cupcha                                               | 56:24,1 1:05:50,5                                                           |
| 9                                                                           | Austria                                                                     | 2:02:24,5                                                                   |
| 9                                                                           | Dieter Mikula Eric Simkovich                                                | 1:00:37,8 1:01:46,7                                                         |
| 10                                                                          | Słowenia                                                                    | 2:22:31,2                                                                   |
| 10                                                                          | David Richtarich Sebastia Silar                                             | 1:09:46,8 1:12:45,4                                                         |